# Георги Славянов
Георги Георгиев Славянов е български офицер, капитан I ранг командир на миноносец през Първата световна война (1915 – 1918).

## Биография
Георги Славянов е роден на 24 януари 1893 г. в Търново, Княжество България. През 1910 г. завършва Военната гимназия при Военно на Негово Величество училище и е командирован да учи в Морски кадетски корпус в Санкт Петербург, но се завръща преждевременно във връзка с мобилизацията за Балканската война (1912 – 1913). След войната завършва кадетския корпус и на 2 август 1914 е произведен в чин подпоручик. Числи се към 32-ри випуск на Военно на Негово Величество училище. На 15 ноември 1914 г. е произведен в чин поручик.
По време на Първата световна война (1915 – 1918) поручик Георги Славянов като командир на миноносец, за която служба „за бойни отличия и заслуги във войната“ през 1918 г. е награден с Военен орден „За храброст“, IV степен, 2 клас, която награда е потвърдена със заповед № 355 от 1921 г. по Министерството на войната. Участва в боя с два руски миноносеца край нос Екрене на 7 декември 1915 година. На 20 юли 1917 г. е произведен в чин лейтенант. От 28 август 1917 г. е назначен за командир на подводницата Подводник № 18 до нейното извеждане от строя през 1918 г. Участва в 10 похода, включително и в боя при Балчик като вахтен офицер през 1916 г. През 1917 г., като командир на подводницата провежда четири похода. През 1918 г. завършва Подводно училище в Кил и торпедно училище във Фленсбург, Германия.
Служи на кораба „Надежда“ и като командир на радиотелеграфна рота. На 27 ноември 1923 г. е произведен в чин капитан-лейтенант, 1924 до 1926 г. е началник на Морското училище и преподавател в курса за корабни началници в периода 1925 – 1931 година, като на 5 декември 1927 г. е произведен в чин капитан II ранг. През 1931 г. с Министерска заповед (МЗ) № 47 капитан II ранг Славянов е назначен за началник-щаб на флота, след което с МЗ № 90 от 1933 г., 210 от 1933 и с МЗ № 2016 от 1934 г. е назначен за командир на морските учебни заведения. През 1935 г. с МЗ № 13а, МЗ № 75 и МЗ № 88 е изпратен на служба към Главна дирекция на железниците. Същата година с МЗ № 125 е откомандирован и отново същата година с МЗ № 396 е даден в разпореждане на Главната дирекция на железниците. До 10 януари 1936 г. е началника на корабоплаването като Директор на Морската учебна част при флота. През 1936 г. съгласно МЗ № 16 и МЗ № 115, като и МЗ № 14 от 1938, МЗ № 10 от 1939 г. и МЗ № 92 от 1940 г. е служба в Главните държани железници. До 1941 г. е началник на отделението за „Корабоплаване“ при дирекция на Железопътния транспорт, а по-късно и на Дирекция на водните съобщения „Корабоплаване“, както и на Дирекция на водните съобщения. През 1941 г. с МЗ № 68 е откомандирован в Инженерната инспекция. Същата година е уволнен от служба.
Създател е на службите Българско речно плаване и Морско крайбрежно плаване. Подкрепя пристанищните корабостроителници в Русе и Варна за строеж и ремонт на кораби с желязна конструкция. Организатор е на Български народен морски сговор и фанатичен трибун на морската идея в България. В повече от 50 статии в Морски сговор и други списания, той предлага пътища за развитието на всички морски дейности в България.
Капитан I ранг Георги Славянов умира през 1966 година.

## Военни звания
- Подпоручик (2 август 1914)
- Поручик (15 ноември 1914)
- Капитан (лейтенант) (20 юли 1917)
- Майор (капитан-лейтенант) (27 ноември 1923)
- Подполковник (капитан II ранг) (5 декември 1927)
- Полковник (капитан I ранг) (18 юли 1934)

## Образование
- Военната гимназия при Военно на Негово Величество училище (до 1910)
- Морски кадетски корпус в Санкт Петербург, Русия (1910 – септември 1912, 1913 – 1914)

## Награди
- Военен орден „За храброст“, IV степен, 2 клас (1918/1921)
- Народен орден „За военна заслуга“ III степен
- Орден „Железен кръст“, Германска империя